# Коло у визначенні
Коло у визначенні — логічна помилка у визначенні понять. У логіці розрізняють коло у визначенні безпосереднє і опосередковане. Визначення, які містять у собі коло, називаються тавтологічними.
Популярним прикладом кола у визначенні є визначення терміна «Сепулька», наведене Станіславом Лемом в сатиричному творі «Зоряні щоденники Ійона Тихого».